# جيمس إم. مكوي
جيمس إم. مكوي (بالإنجليزية: James M. McCoy)‏ هو عسكري أمريكي، ولد في 30 يوليو 1930 في كريستون في الولايات المتحدة.